# Stand-In (film)
Stand-In is een Amerikaanse filmkomedie uit 1937 onder regie van Tay Garnett. Destijds werd de film in Nederland uitgebracht onder de titel Complot in Hollywood.

## Verhaal
Een ster vertrekt naar Hollywood als bankemployé. Daar onderzoekt hij of Colossal Studios nog financiering verdient. De filmmaatschappij is bezig met de opnamen van Sex and Satan, een prent gedoemd lijkt om een flop te worden.

## Rolverdeling
| Acteur          | Personage          |
| --------------- | ------------------ |
| Leslie Howard   | Atterbury Dodd     |
| Joan Blondell   | Lester Plum        |
| Humphrey Bogart | Quintain           |
| Alan Mowbray    | Koslofski          |
| Marla Shelton   | Cheri              |
| C. Henry Gordon | Nassau             |
| Jack Carson     | Tom Potts          |
| Tully Marshall  | Fowler Pettypacker |
| J.C. Nugent     | Junior Pettypacker |
| William V. Mong | Cyrus Pettypacker  |